# Malla (tribu)
Malla (en prácrito: 𑀫𑀮𑁆𑀮𑀈 Mallaī; en pali: Malla; en sánscrito: मल्ल Malla) fue una antigua tribu indoaria del noreste del subcontinente indio cuya existencia está testimoniada durante la Edad del Hierro en el subcontinente indio. La población de malla, los mallakas, estaba dividida en dos ramas, cada una organizada en una Gaṇasaṅgha (una república aristocrática oligárquica), actualmente denominadas las Repúblicas de Malla, que formaban parte de la más amplia Confederación Vajjika.

## Localización
Los mallakas vivían en la región que hoy abarca el distrito de Gorakhpur en India, aunque sus fronteras precisas están aún por determinar. Los vecinos de los mallakas al este a través del río Gandaki eran los licchavi, sus vecinos al oeste eran los sakias, koliyas, moriyas, y kauśalyas, los vecinos meridionales de los mallakas eran los Kālāmas y el río Gaṅgā, y las fronteras septentrionales de los mallakas eran la cordillera del Himalaya. El territorio de los mallakas era una extensión de tierra entre los vaidehas y los kauśalyas.
Los territorios de las dos repúblicas Malla estaban divididos por el río llamado Hiraññavatī en Pāli, y Hiraṇyavatī en sánscrito, y las dos repúblicas Malla tenían respectivamente sus capitales en Kushinaga, identificada con la moderna aldea de Kāsiā en Kushinagar, y en Pāvā (hoy conocida como Fazilnagar). Kushinagar estaba cerca de la capital sakya de Kapilavatthu, al noreste, y Pāvā estaba cerca de la capital Licchavi de Vesālī.

## Nombre
Los mallakas se denominan Malla en los textos pāli, Mallaī en los textos jainistas. prākritos, y Malla en textos sánscritos.

## Historia

### Estado
Los mallakas eran una tribu indoarios de la llanura oriental del Ganges, en la región cultural del Gran Magadha. Al igual que las demás poblaciones del área cultural del Gran Magadha, los mallakas inicialmente no estaban plenamente brahmanizados a pesar de ser un pueblo pueblos indoario, pero, al igual que los vaidehas, más tarde se brahmanizaron y adoptaron el en pali: Vāseṭṭha (en pali) o en sánscrito: Vaśiṣṭha (en sánscrito) [en sánscrito: gotra]]. En algún momento, los mallakas se dividieron en dos repúblicas separadas con sus respectivas capitales en Kushinagar y Pāvā, posiblemente debido a problemas internos, y en lo sucesivo las relaciones entre las dos repúblicas mallaka permanecieron no cordiales. No obstante, ambas repúblicas mallaka se convirtieron en miembros de la confederación Vajjika, liderada por los licchavi, dentro de la cual, a diferencia de los vaidehas, mantuvieron sus propios derechos soberanos porque no habían sido conquistados por los licchavis, y los mallakas mantuvieron relaciones amistosas con los licchavi, los vaidehas y los nāyikas, que eran los otros miembros de esta confederación.
Sin embargo surgieron tensiones ocasionales entre los mallakas y los licchavi, como en el caso del hombre llamado Bandhula, un mallaka que, gracias a su educación recibida en Takṣaśilā, había ofrecido sus servicios como general al rey kauśalya Pasenadi para mantener las buenas relaciones entre los mallakas y Kosala. Bandhula, junto con su esposa Mallikā, violó el Abhiseka-Pokkharaṇī tanque sagrado de los licchavi, lo que dio lugar a hostilidades armadas entre los kauśalyas y los kicchavikas. Bandhula fue posteriormente asesinado a traición junto con sus hijos por Pasenadi, y, en represalia, algunos kallakas ayudaron al hijo de Pasenadi Viḍūḍabha a usurpar el trono de Kosala para vengar la muerte de Bandhula, tras lo cual Pasenadi huyó de Kosala y murió frente a las puertas de la capital de Māgadhī, Rājagaha.
El Buda llegó a Pāvā poco después de que los mallakas de allí hubieran inaugurado su nuevo santhāgāra, al que habían llamado Ubbhataka. Desde Pāvā, el Buda y sus seguidores se dirigieron a Kushinagar y en el camino cruzaron dos ríos, el primero llamado Kakutthā en pali y Kukustā en sánscrito, y el segundo el Hiraññavatī que separaba las dos repúblicas mallakas. El Buda pasó sus últimos días en la república malla de Kushinagar, y cuando envió a Ānanda a informar a los mallakas de Kushinagar de su inminente muerte, Ānanda encontró al Consejo de Mallaka celebrando una reunión sobre asuntos públicos en su santhāgāra.

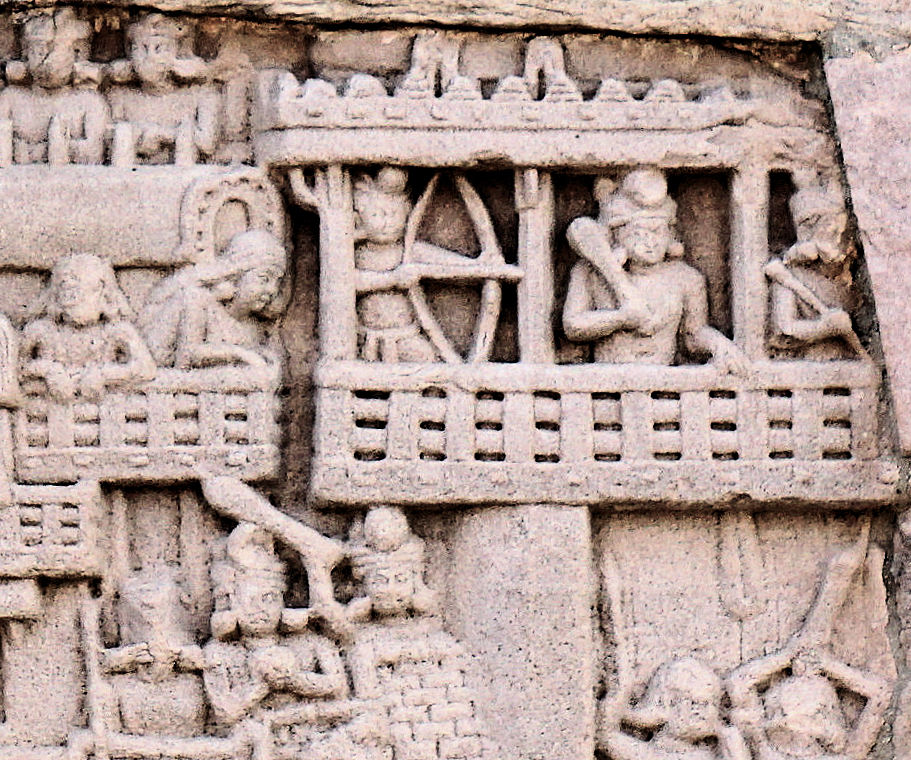
Los mallas defendiendo la ciudad de Kushinagar. Reflejo del friso de la estupa 1, puerta sur, Sanchi, siglos I a. C. a I d. C.

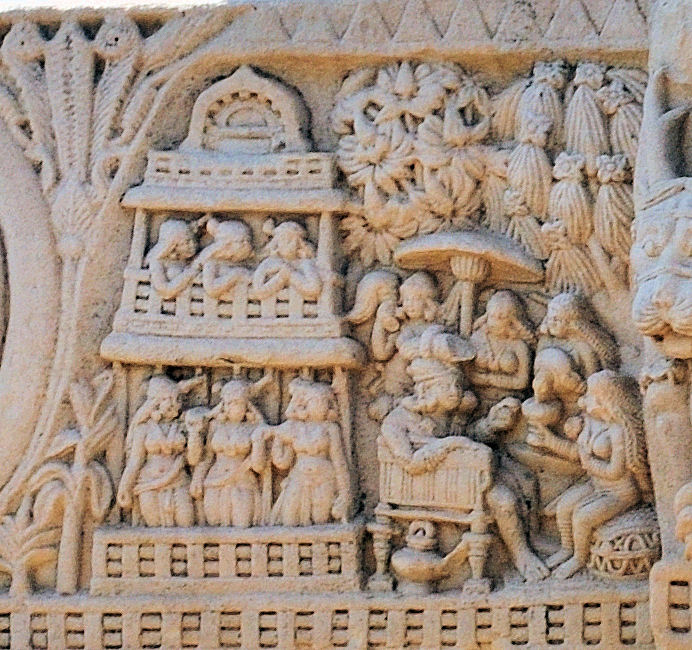
Líder de las Mallas de Kushinagar, asediadas por los siete reyes durante la Guerra de las Reliquias. Reflejo del friso de Sanchi.

Cuando Ānanda fue de nuevo a los mallakas de Kushinagar para informarles del fallecimiento de Buda, los encontró esta vez celebrando una reunión para discutir la ceremonia funeraria de Buda en el santhāgāra. Tras la cremación del Buda, sus restos fueron honrados en el santhāgāra de Kushinagar durante siete días, y fue en este santhāgāra donde los mallakas de Kushinagar recibieron a los enviados de Magadha, Licchavi, Sakia, Buli, Koliya, los mallakas de Pāvā, y Moriya, que fueron todos a Kushinagara para reclamar su parte de las reliquias de Buda. Los licchavi, los mallakas y los sakias pudieron reclamar una parte de las reliquias, pero los otros miembros de la confederación Vajjika, los vaidehas y los nāyas, no estaban entre los Estados que reclamaban una parte porque eran dependencias de los licchavi sin soberanía propia, y por tanto no podían presentar su propia reclamación mientras que los licchavi sí podían. Los mallakas de Pāvā fueron los primeros en llegar con un ejército a Kushinagar, y plantearon su reclamación de las reliquias en términos rudos y hostiles. Al final, cada república Malla obtuvo una parte de las reliquias de Buda y construyeron sus propias en sánscrito: stūpa,estupass y dieron sus propias fiestas para conmemorar este acontecimiento.
Tras la muerte del vigésimo cuarto jainista, TirthankaraTīrthaṅkara, Mahāvīra, los mallakas y los licchavi instituyeron conjuntamente un festival de las luces para conmemorar su fallecimiento.

### Declive

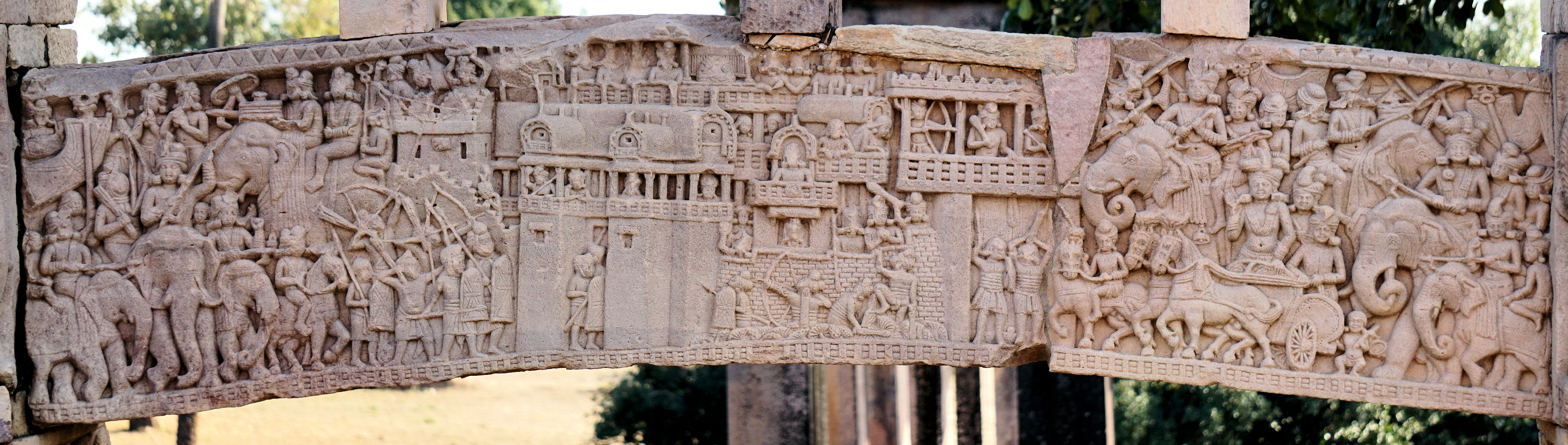
Guerra por las reliquias de Buda en poder de la ciudad de Kushinagar, Puerta Sur, estupa n.º 1, Sanchi.

Las relaciones de los licchavi, que lideraban la confederación Vajjika de la que formaban parte los mallakas, con su vecino del sur, el reino de Magadha, fueron inicialmente buenas, y la esposa del rey de Māgadhī Bimbisāra era la princesa Vesālia Vāsavī, que era hija del licchavi (en sánscrito: Nāyaka) Siṃha, hijo de Sakala. No obstante, hubo tensiones ocasionales entre Licchavi y Magadha, como la competición en la capital mallaka de Kusinārā por adquirir las reliquias del Buda tras su muerte.
En otro caso, los licchavi invadieron una vez el territorio de Māgadhī desde el otro lado del Gaṅgā, y en algún momento las relaciones entre Magadha y Licchavi se deterioraron permanentemente como resultado de una grave ofensa cometida por los licchavi hacia el rey de Māgadhī Bimbisāra.
Las hostilidades entre Licchavi y Magadha continuaron bajo el gobierno de Ajātasattu, que era hijo de Bimbisāra con otra princesa licchavi, Vāsavī, después de haber matado a Bimbisāra y usurpado el trono de Magadha. Finalmente Licchavi apoyó una revuelta contra Ajātasattu de su hermanastro menor y gobernador de Aṅga, Vehalla, que era hijo de Bimbisāra de otra licchavi esposa suya, Cellanā, hija de Chetaka, que era el jefe tanto de la república Licchavi como de la confederaciónVajjika; Bimbisāra había elegido a Vehalla como su sucesor tras la caída en desgracia de Ajātasattu después de que éste fuera sorprendido conspirando contra él, y los licchavi habían intentado colocar a Vehalla en el trono de Magadha después de que tras la usurpación de Ajātasattu y habían permitido a Vehalla utilizar su capital Vesālī como base para su revuelta. Tras el fracaso de esta rebelión, Vehalla buscó refugio en casa de su abuelo en la capital Licchavi y Vajjika de Vesālī, tras lo cual Ajātasattu intentó repetidamente negociar con los licchavi-vajjikas. Después de que los repetidos intentos de negociación de Ajātasattu terminaran en fracaso, declaró la guerra a la confederación Vajjika en 484 a. C.
Las tensiones entre Licchavi y Magadha se exacerbaron por el uso del puesto fronterizo conjunto Māgadhī-Licchavi de Koṭigāma en el Gaṅgā por parte de la confederación Vajjika dirigida por Licchavi, que recogía regularmente todos los objetos de valor de Koṭigāma y no dejaba ninguno a los Māgadhīs. Por lo tanto, Ajātasattu decidió destruir la confederación Vajjika en represalia, pero también porque, como ambicioso constructor de imperios cuya madre Vāsavī era princesa licchavi de ascendencia Vaidehī, estaba interesado en el territorio del antiguo reino Mahā-Videha que por entonces formaba parte de la confederación Vajjika. La hostilidad de Ajātasattu hacia la confederación Vajjika era también el resultado de las diferentes formas de organización política entre Magadha y la confederación Vajjika, siendo la primera monárquica y la segunda republicana, no muy diferente de la oposición de la  Antigua Grecia con Esparta a la forma democrática de gobierno en Atenas, y de la hostilidades entre el rey macedonio de Filipo II a las repúblicas ateniense y Tebas.
Como miembros importantes de la confederación Vajjika, las repúblicas Malla también se vieron amenazadas por Ajātasattu, y el Vajjika en sánscrito: Gaṇa Mukhya Chetaka mantuvo consultas bélicas con los en pali: rājās de los licchavi y mallakas antes de que comenzara la lucha. Así pues, los mallakas lucharon del lado de las demás tribus confederadas de la liga contra Magadha. Las fuerzas militares de la confederación Vajjika eran inicialmente demasiado fuertes para que Ajātasattu tuviera éxito contra ellas, y fue necesario que recurriera a la diplomacia y las intrigas durante una década para derrotar finalmente a la confederación Vajjika en el 468 a. C. y anexionar sus territorios, incluidos Licchavi, Videha y Nāya, al reino de Magadha. Los mallakas también pasaron a formar parte del imperio Māgadhī de Ajātasattu, aunque se les permitió un grado limitado de autonomía en cuanto a su administración interna, y dejaron de existir como tribu republicana cuando el dinastía Maurya gobernó Magadha o poco después.

## Organización social y política

### Instituciones republicanas

#### La Asamblea
Al igual que vVaidehas, licchavi y nāyikas, los mallakas eran una tribu {lang-sa|kṣatriya|kshatriya}, y cada una de las repúblicas de los mallakas se organizaba en una [[Gaṇasaṅgha|en sánscrito: ṇasaṅgha (una república oligarquíca aristocrática), que tenía una asamblea gobernante formada por los jefes de los clanes en sánscrito: kṣatriya pertenecientes a la en pali: Vāseṭṭha/en sánscrito: Vaśiṣṭha gotra, y que recibieron el título de rājās. El cargo de rājā era hereditario, y tras la muerte de uno de ellos, su hijo mayor le sucedería siendo presentado a la Asamblea tras una ceremonia que se celebraba, para los mallakas de Kushinagar, en el Makuṭa-bandhana, que era un santuario con un importante significado político para la república (los mallakas de Pāvā tenían un santuario propio similar). Al igual que la de los licchavi, la asamblea general de los mallakas contaba con un gran número de miembros, aunque rara vez todos ellos asistían a las reuniones.
Las repúblicas de Malla al igual que las demás gaṇasaṅgha de la confederaión Vajjika, celebraban las reuniones de su Asamblea y los Consejos  en sus propios santhāgāras.

#### Los Consejos
Al igual que los licchavi, las asambleas de los mallakas se reunían en contadas ocasiones, mientras que los consejos internos de las asambleas, los consejos Malla, formados por cuatro miembros para los mallakas de Kushinagar y por cinco miembros para los mallakas de Pāvā, se reunían con mayor frecuencia y realizaban la administración pública dentro de cada república. Estos Consejos eran los órganos soberanos de las repúblicas mallaka.

### Costumbres
El {transl|sa|Manusmṛiti}} se refiere a los Mallakas como Vrāṭyakṣatriyas, es decir en sánscrito: kṣatriyas que no habían sido iniciados, porque no practicaban las tradiciones védicas ortodoxas.